# Thijs Roks
Thijs Roks (Sprundel, 30 november 1930 – Wernhout, 7 februari 2007) was een Nederlandse wielrenner. Zijn bijnaam tijdens zijn wielercarrière was De Beer van Sprundel.
Na zijn wielercarrière heeft hij een café in Zundert geopend.

## Loopbaan
Roks werd in 1951 wielerprof. Een jaar later was hij de eerste Nederlandse deelnemer aan de Ronde van Italië. Hij maakte daar zoveel indruk, dat de ploeg rond Fausto Coppi hem een lucratief contract aanbood. Zijn vader verbood de 21-jarige echter naar Italië te verhuizen.
In 1953 was hij meesterknecht in de Nederlandse ploeg in de Ronde van Frankrijk. Deze ploeg, waar onder andere ook Wim van Est en Wout Wagtmans deel van uitmaakten, won dat jaar het Ploegenklassement. Zelf leek Roks in de eerste etappe op weg naar de dagzege en dus de gele trui, maar zijn ontsnapping werd gestuit doordat hij voor een spoorwegovergang moest wachten voor een passerende goederentrein. In het eindklassement van de Ronde eindigde hij op de 29e plek. In 1955 werd hij in Wijk bij Duurstede Nederlands kampioen. Na zeven jaar profwielrenner te zijn geweest, stapte hij in 1958 over naar de (lagere) klasse van de onafhankelijken.
Na zijn wielercarrière dreef Roks een café in Zundert. In latere jaren werd hij privé zwaar getroffen. Zelf leed hij aan reuma waardoor hij in een rolstoel belandde, maar hij overwon deze ziekte. Zijn vrouw overleed na een ziekte en twee van zijn zoons verongelukten.
Thijs Roks werd eind december 2006 in het ziekenhuis opgenomen na een zware val. Hij overleed enkele weken later op 76-jarige leeftijd.

## Resultaten in voornaamste wedstrijden
| Jaar | Ronde van Italië | Ronde van Frankrijk | Ronde van Spanje |
| ---- | ---------------- | ------------------- | ---------------- |
| 1952 | opgave           | 53e                 |                  |
| 1953 | 51e              | 29e                 |                  |
| 1954 | opgave           | opgave              |                  |
| 1955 | 81e              |                     |                  |
| 1957 |                  |                     |                  |

| Jaar | Gent-Wevelgem | Parijs-Roubaix |  | WK op de weg |
| ---- | ------------- | -------------- |  | ------------ |
| 1952 |               |                |  |              |
| 1953 |               |                |  | 16e          |
| 1954 | 21e           |                |  |              |
| 1955 |               |                |  |              |
| 1957 | 76e           | 57e            |  |              |